# Bilär
 Ovo je glavno značenje pojma Bilär. Za druga značenja pogledajte Bilär (razdvojba).
Bilär (Bülär) – je bio srednjovjekovni grad u Povolškoj Bugarskoj, koji je postojao u razdoblju od 10. do 13. stoljeća. Nalazio se na lijevoj obali rijeke Keçe Çirmeşän  današnjem Aleksejevskom rajonu u Tatarstanu. 
Grad je osnovalo pleme Povolških Protobugara Bilär. Bilär je znan i kao "Veliki Grad" u ruskim kronikama. Bio je glavno trgovinsko središte u srednjem Povolžju. U razdoblju od 12. do 13. stoljeća, Bilär je bio glavni grad Povolške Bugarske. 1236. godine su ga razorile horde Batu-kana. Grad je kasnio ponovno izgrađen, ali nikad nije više dosegao nekadašnju veličinu niti moć.
Ruske kronike ga navode kao "Veliki Grad", jer mu je tadašnji broj stanovnika prelazio 100.000.
Ruševine starog grada, površine 8 četvornih km, su od 18. – 20. stoljeća istraživali Ričkov, Tatišev, Xalikov i Xucin.
Bilär je danas rusko selo, osnovano 1654. kao pogranična tvrđa. Od 1930. – 1963. bio je upravno središte Bilärskog rajona.
Broj stanovnika: 2.270 (2000.). 
Rodno je mjesto slavnog kemičara Aleksandra Arbuzova.